# Gabriel Albertí Forner
Gabriel Albertí Forner, (Vilafranca del Penedès, 8 d'octubre de 1913 - Madrid, 1989) va ser un pintor, jugador de bàsquet, entrenador, i dirigent esportiu català.

## Trajectòria esportiva
S'inicia al món del bàsquet a les Escoles franceses de Barcelona. Amb 17 anys ingressa en el segon equip del Laietà Basket Club. Després de la Guerra Civil espanyola torna a formar part del Laietà Basket Club i també juga a tennis. Va arribar a formar part també del Real Club Esportiu Espanyol. Després de retirar-se va exercir com a entrenador en els equips en els quals va jugar i en el Círcol Catòlic de Badalona, a més de fer col·laboracions a El Mundo Deportivo. Va arribar a ser membre de la Federació Espanyola de Bàsquet, seleccionador d'Espanya durant dos anys (1959-1961) i president de la Federació Centre de Tennis.

## Faceta artística
Becat pel Liceu francès de Barcelona, estudia Belles arts i forma part d'una generació de pintors establerts a Madrid entre els quals destaquen Concha Maria Gutiérrez Navas, Rafael Pedrós, Javier Vilató (nebot de Picasso), Miguel Herreros, Carmen Maceín, Pancho Cossío, Gregorio Prieto i Rivas Lara. És en el període de 1950 a 1980 quan aconsegueix el seu màxim auge com a pintor, creant obres de gran atractiu pel seu domini del dibuix solt i abassagador i desenvolupant un estil molt propi. Els seus paisatges urbans d'audaç tallat impressionista i les seves marines comparades amb Dufy, són mostres d'aquest gran pintor que posa de manifest l'existència d'una escola impressionista al Madrid dels anys 1960. Les portades del diari ABC de les dècades de 1960 i 1970 en són una mostra.